# Survival Arts
Survival Arts (サバイバルアーツ Sabaibaru Ātsu?) es un videojuego de lucha, creado en 1993, desarrollado por Scarab y publicado por Sammy. Su uso de la digitalización de imágenes de actores reales con sangre dentro del juego, se inspira claramente en el juego de lucha Mortal Kombat.
Los ports para Super NES y Sega Genesis se anunciaron a principios de 1994, pero se cancelaron silenciosamente al año siguiente.

## Personajes
Hay Ocho personajes jugables y un jefe final.
- Viper (ヴァイパー Vaipā?) (actor: Jon Walter): Es el protagonista del videojuego. Un rico artista marcial que entra en el torneo de Survival Arts, para ganar suficiente dinero para construir su propio dojo.

- Gunner (ガンナー Gannā?) (actor: Brian Creech): Un expolicía que se dio cuenta de que Dantel no es un ser humano. Gunner contrabandea a sí mismo en el torneo de Survival Arts, para derrota y revelar el secreto de Dantel.

- Mongo (マンゴ Mango?) (actor: Kanda David): Un exsoldado militar que sabe cómo luchar de manera eficiente, Siempre es el primer personaje que el jugador se enfrenta en el modo arcade. Según los jugadores, Mongo es el peor personaje en el juego, debido a que él tiene más movimientos y uno de sus movimientos especiales, disminuye la mitad de vida del jugador.

- Tashia (ターシャ Tāsha?) (actriz: Saskia): Un miembro del grupo de ninjas "Cobra facción", ella entra en el torneo de Surival Arts, para aprender a luchar contra una facción rival, "Los Tigres".

- Kane (ケイン Kein?) (actor: Hideaki Takahashi):  Un extraterrestre que siente que el torneo de Survival Arts, le hará ganar un lugar en el planeta Tierra. Debido a una vida de sufrimiento en el mundo de los seres humanos, trata de ganar fuerza para sus dos hijos.

- Santana (サンタナ Santana?) (actor: Hose Brand): Un mal luchador profesional que decide entrar en el torneo de Survival Arts, para hacerse más fuerte, a pesar de que no siente que llegó a su límite.

- Hiryu (ヒリュウ Hiryū?) (actor: Takeaki Katoh): Al igual que Tashia, Hiryu es parte del grupo "Cobra facción" y trata de aprender a luchar contra sus rivales: "Los Tigres", entrando en el torneo de Survival Arts.

- Hanna (ハンナ Hanna?) (actriz: Mónica Brown): Una joven de 18 años, guerrera del desierto cuya familia fue asesinado por un mensajero. Ella decide entrar en el torneo de Survival Arts, para tomar represalias por el asesinato del mensajero.

- Dantel (ダンテル Danteru?) (actor: Sam Rodetsky): El antagonista del juego y fundador de Survival Arts. Para llegar a ser inmortal, él debe comer la carne de los seres humanos. En lugar de elegir a un sucesor, ha hecho sus seguidores luchan unos contra otros.